# Andrew Weibrecht
Andrew Merrifield Weibrecht (Lake Placid, 10 de febrero de 1986) es un deportista estadounidense que compitió en esquí alpino.
Participó en tres Juegos Olímpicos de Invierno, entre los años 2010 y 2018, obteniendo dos medallas, brronce en Vancouver 2010 y plata en Sochi 2014, ambas en la prueba de supergigante.
En la Copa del Mundo consiguió dos podios en total.
Estudió Ciencias de la Tierra en el Dartmouth College de Hanover (Nuevo Hampshire).

## Palmarés internacional
| Juegos Olímpicos | Juegos Olímpicos   | Juegos Olímpicos  | Juegos Olímpicos |
| Año              | Lugar              | Medalla           | Prueba           |
| ---------------- | ------------------ | ----------------- | ---------------- |
| 2010             | Vancouver (Canadá) | Medalla de bronce | Supergigante     |
| 2014             | Sochi (Rusia)      | Medalla de plata  | Supergigante     |